# Bettrather Straße 59 (Mönchengladbach)

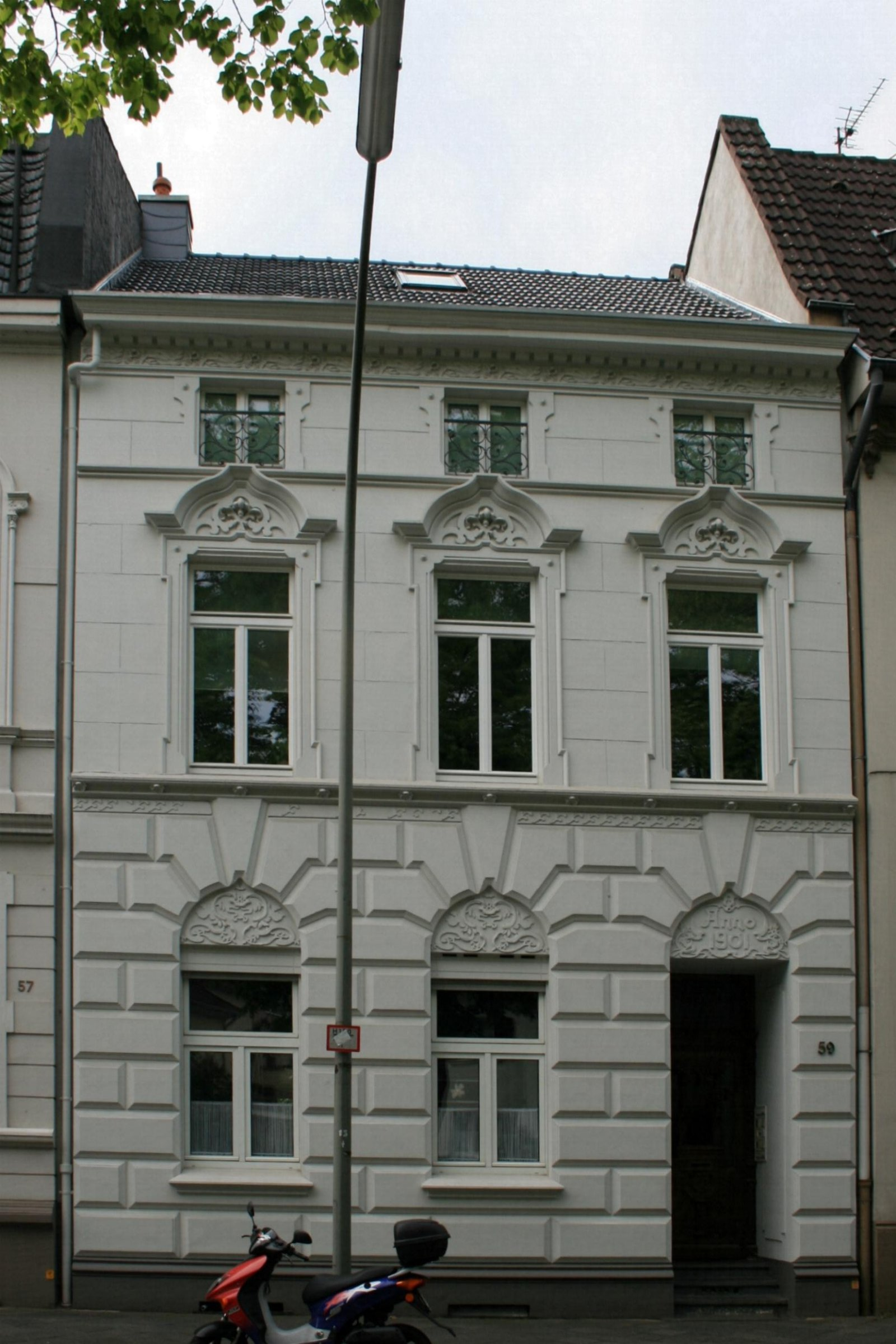
Wohnhaus (2010)

Das Wohnhaus Bettrather Straße 59 befindet sich in Mönchengladbach (Nordrhein-Westfalen).
Das Gebäude wurde 1901 erbaut. Es ist unter Nr. B 147 am 28. März 1995 in die Denkmalliste der Stadt Mönchengladbach eingetragen worden.

## Architektur
In unmittelbarer Nähe des Bunten Gartens steht das zweigeschossige Dreifensterhaus mit Mezzaningeschoss; über weit vorkragendem Kastengesims flach geneigtes Satteldach. Putzfassade in traditioneller Gliederung mit Sockel- und Stockwerkgesims, Quaderimitation im Erdgeschoss und Fugenschnitt in den Obergeschossen. Die Fenster der beiden Hauptgeschosse gleichförmig hochrechteckig ausgebildet; die des Halbgeschosses kleiner dimensioniert. Als Bekrönung der Erdgeschoss-Fenster kielbogenähnliche Dekorfelder mit vegetabiler Ornamentik und Schlusssteinimitation; im Obergeschoss profilierte Rahmungen mit Giebelverdachung (geknickter Schweifgiebel) und flach aufgelegter Ornamentik in den Giebelfeldern. Die darüberliegenden Fenster sind mit einer schlichteren Ohrenrahmung eingefasst. Ein reich verziertes Friesband als Überleitung zum Traufgesims. Datierungsinschrift über dem Türsturz des Hauseingangs (rechts): „Anno 1901“.